# Ково
Ково (італ. Covo) — муніципалітет в Італії, у регіоні Ломбардія,  провінція Бергамо.
Ково розташоване на відстані близько 460 км на північний захід від Рима, 45 км на схід від Мілана, 23 км на південь від Бергамо.
Населення — 4057 осіб (2014).

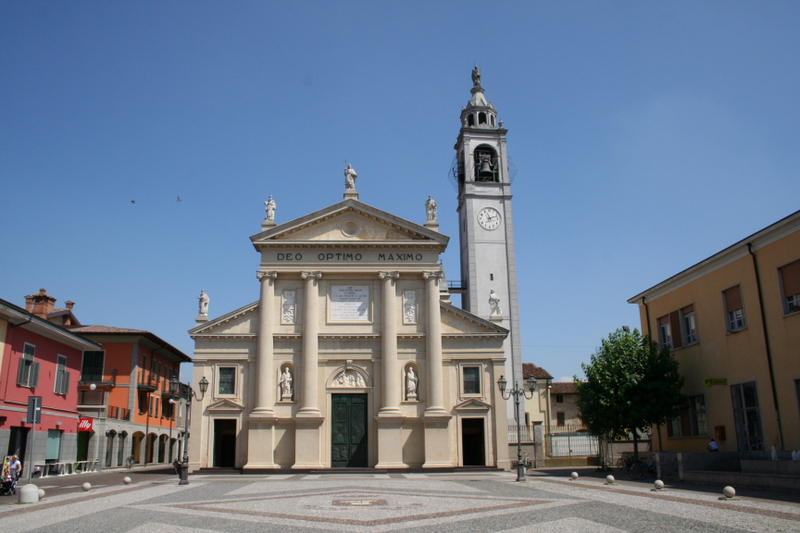

Щорічний фестиваль відбувається 17 грудня. Покровитель — San Lazzaro.

## Демографія
Населення за роками:

Станом на 1 січня 2023 року в муніципалітеті офіційно проживало 857 іноземців з 34 країн, серед них 95 громадян країн Євросоюзу та 10 громадян України.

## Сусідні муніципалітети
- Антеньяте
- Барбата
- Кальчо
- Кортенуова
- Фара-Олівана-кон-Сола
- Іссо
- Романо-ді-Ломбардія